# Vincent Fajks
Wicenty (Vincent) Fajks (Chełm, 22 mei 1914 – Paloemeu 6 oktober 1959) was een Pools-Surinaams vliegenier en militair. Hij had tijdens de Tweede Wereldoorlog in de Poolse luchtmacht in het Verenigd Koninkrijk gediend. Samen met Rudi Kappel was hij in het binnenland van Suriname verongelukt. Vincent Fayks Airstrip is naar hem vernoemd.

## Biografie
Fajks werd op 22 mei 1914 in Chełm geboren wat toen behoorde tot het Keizerrijk Rusland. In 1918, na de Eerste Wereldoorlog, werd Chełm een onderdeel van de Tweede Poolse Republiek. Tijdens de Tweede Wereldoorlog was Fajks piloot, en was met 6.000 andere Polen naar het Verenigd Koninkrijk vertrokken om de strijd voort te zetten. Hij vloog bij het No. 317 Pools Eskader, was twee keer onderscheiden met het Oorlogskruis, en had de rang van Sergeant.
In 1957 bevond Fajks zich in Suriname als vliegenier. Hij trouwde met een Surinaamse vrouw en het paar kreeg twee kinderen.
Op 6 oktober 1959 vertrokken Fajks en Kappel van de Tafelberg naar Paloemeu om vracht te bezorgen voor Operation Grasshopper. Fajks was de piloot van een Aero Commander 520 met registratie "PZ-TAG". In de dichte mist viel een van de motoren uit. Tijdens de noodlanding op de rivier crashte het vliegtuig op een rots en werden beide inzittenden gedood.
Op 10 oktober werd besloten het vliegveld bij Paloemeu te vernoemen naar Fajks, en het vliegveld bij de Tafelberg naar Kappel. De berg die door Fajks was ontdekt werd Bonita genoemd naar zijn dochter. Op 11 oktober kregen Kappel en Fajks een staatsbegrafenis met toespraken van de Surinaamse premier Severinus Desiré Emanuels en de Antiliaanse premier Efraïn Jonckheer.